# Enicospilus maurus
Enicospilus maurus là một loài tò vò trong họ Ichneumonidae.